# قرار مجلس الأمن التابع للأمم المتحدة رقم 1860
تم اعتماد قرار مجلس الأمن التابع للأمم المتحدة رقم 1860 في 8 كانون الثاني / يناير 2009، بعد تأكيد المجلس على قراراته رقم 242 للعام 1967 ورقم 338 للعام 1973 ورقم 1397 للعام 2002 ورقم 1515 للعام 2003 ورقم 1850 للعام 2008 حول الصراع الفلسطيني الإسرائيلي. طالب المجلس بوقف فوري لإطلاق النار في حرب غزة بعد ثلاثة عشر يوماً من الاشتباكات بين إسرائيل وحركة حماس.